# Зимняя Спартакиада народов СССР 1982
V зимняя Спартакиада народов СССР  — проходила в Красноярске 3-16 марта 1982 года (финалы) и была посвящена 60-летию образования СССР Торжественное открытие V зимней Спартакиады народов СССР состоялось 03 марта 1982 в 14.00 На острове Отдыха на Центральном стадионе Красноярска

Эмблема спартакиады

Соревнования лыжников проводились на лыжном стадионе, конькобежцев — на катке «Спутник» в Дивногорске, по фигурному катанию и хоккею — во Дворце Спорта «Енисей», местами соревнований также были Дворец спорта на острове Отдыха, биатлонный и лыжный стадионы, комплекс трамплинов на Николаевской сопке и на Каштаке, санная трасса на Торгашинском хребте, канатно-кресельная дорогу в Бобровом логу и др. Все спартакиадные объекты были созданы за счет местного бюджета и социальных фондов развития предприятий.
С этого года чемпион Спартакиады одновременно получал звание чемпиона СССР не во всех видах спорта (напр. в фигурном катании был проведен отдельный чемпионат СССР 1982 в Риге). Второй раз подряд вручались медали и в соревнованиях юниоров.
Всего в соревнованиях финалов Спартакиад участвовало около 2,5 тыс. спортсменов, которых оценивали свыше 500 судей.
Талисман Спартакиады — соболёк Кеша.

## Конькобежный спорт
В конькобежном спорте чемпионами Спартакиады и одновременно чемпионами СССР стали Анатолий Меденников (Свердловская область, «Динамо») — на дистанции 500 м (результат 38,41 сек.), сумевший опередить Сергея Хлебникова (38,80), Павел Пегов (Москва, «Локомотив») — 1000 м (1 мин. 17,45 сек.), Сергей Прибытков (Москва, «Труд») — 1500 м (2.00,44), Дмитрий Бочкарев (Ленинград, «Труд») дважды на дистанциях 5000м (7.03,13) и 10000 м (14.37,92), Наталья Петрусева (Москва) дважды на дистанциях 500 м (41,93) и 1500 м (2.14,38), Наталья Глебова (Шиве) (Кемеровская область, «Спартак») — 1000 м (1.25,42), Ольга Плешкова (Москва, «Спартак») — дважды на 3000 м (4.42,62) и 5000 м (7.58,83).

## Фигурное катание
В фигурном катании первенствовали — среди мужчин Виталий Егоров (Ленинградская область, «Зенит»), женщин — Анна Кондрашова (Москва, «Вооруженные силы») с 4 тройными прыжками (занявшая 4-е место Марина Серова первой среди советских одиночниц чисто исполнила тройной лутц), пар — Инна Волянская и Валерий Спиридонов (Москва, «Труд»), танцоров - Наталья Карамышева (Украинская ССР) - Ростислав Синицын (Свердловская область).

## Горнолыжный спорт
В горнолыжном спорте более половины участников не смогли финишировать в слаломе, первое место заняла Людмила Кедрина-Реус (Ленинград), второе - Надежда Андреева (Московская область), третье - Лариса Фомичева (Камчатская область), у мужчин победил Владимир Андреев (Московская область). В скоростном спуске у мужчин выиграл Владимир Макеев (Кемеровская область), 1.26,54 сек., у женщин Наталья Перчаткина, (Украинская ССР) - 1.45,85, в слаломе-гиганте - М. Тимофеев (Саратовская область).

## Лыжный спорт
В лыжном спорте лучшим на дистанциях 15 и 30 км был Юрий Бурлаков (Хабаровский край), Галина Кулакова была первой в гонке на 10 км (37.01,9 сек.), Зинаида Амосова (Свердловская область) - на 20 км, 1:06.56,8, на дистанции 50 км лучшим был Владимир Сахнов (Казахская ССР), 2:28.56,5, мужскую эстафету выиграла команда РСФСР (Владимир Никитин, Александр Завьялов, Николай Зимятов, Юрий Бурлаков), женскую 4х5 км - команда Москвы (Ираида Суслова, Надежда Шамакова, Евгения Макарова, Любовь Лядова) 1:16.25,7 сек. В прыжкам с 70-метрового трамплина выиграл Андрей Шакиров (Ленинградская область). В двоеборье 1 место занял Александр Пектубаев (Белоруссия) 432,06 (в лыжной гонке на 15 км он был четвертым), а среди команд - Мурманская область (М.Алякин, А.Бобылев, М.Сорокин).

## Санный спорт
Среди одиночников в санном спорте первым был Сергей Данилин (Москва), он же был лучшим на санях-двойках с Михаилом Завьяловым, 40,281, среди женщин лучшей стала Елена Перминова (Москва).

## Биатлон
На дистанции 20 км 1 место занял Петр Бруенко (Украинская ССР) - 1:12.49 сек., стрелявший без промахов. В гонке на 10 км - Владимир Барнашов, Омская область, 33.30,95 сек. с одним штрафным кругом. В эстафете победила сборная РСФСР-1 (Сергей Журавлев, Владимир Белорусов, Владимир Фомичев. Леонид Новиков) - 1:52.58,45, штрафных кругов - 0.

## Хоккей
Участвовали юниорские команды.
Победу одержала команда Москвы, которая в финальном турнире за 1-4-е места обыграла команду Свердловской области (заняла второе место), 7-1, Московской области (третье), 11-3 и Казахской ССР(четвертое) 12-0.
Победу в командном зачете одержала команда Москвы.
Талисманом спартакиады был соболь Кеша, созданный красноярским художником-анималистом Виктором Бахтиным и названный в честь знакомого Бахтина. Первоначально в качестве маскота рассматривался медведь, как традиционный символ Сибири, однако окончательным стал именно Кеша. Впоследствии Кеша был маскотом Сибириады в Барнауле (2000 год) и Спартакиады народов Сибири (2004 год), стал основой для фигуры соболя на гербе посёлка Радищев в Иркутской области. Также Кеша появился в мультфильме «Старые знакомые» 1986 года (не путать с одноимённым мультфильмом 1956 года), посвящённым следующей спартакиаде, также проходившей в Красноярске.
Торжественное открытие спартакиады 3 марта на Центральном стадионе Красноярска было омрачено массовой давкой, в результате которой 6 человек погибли и более 100 получили тяжелые травмы.